# Nikolauskirche (Köckritz)

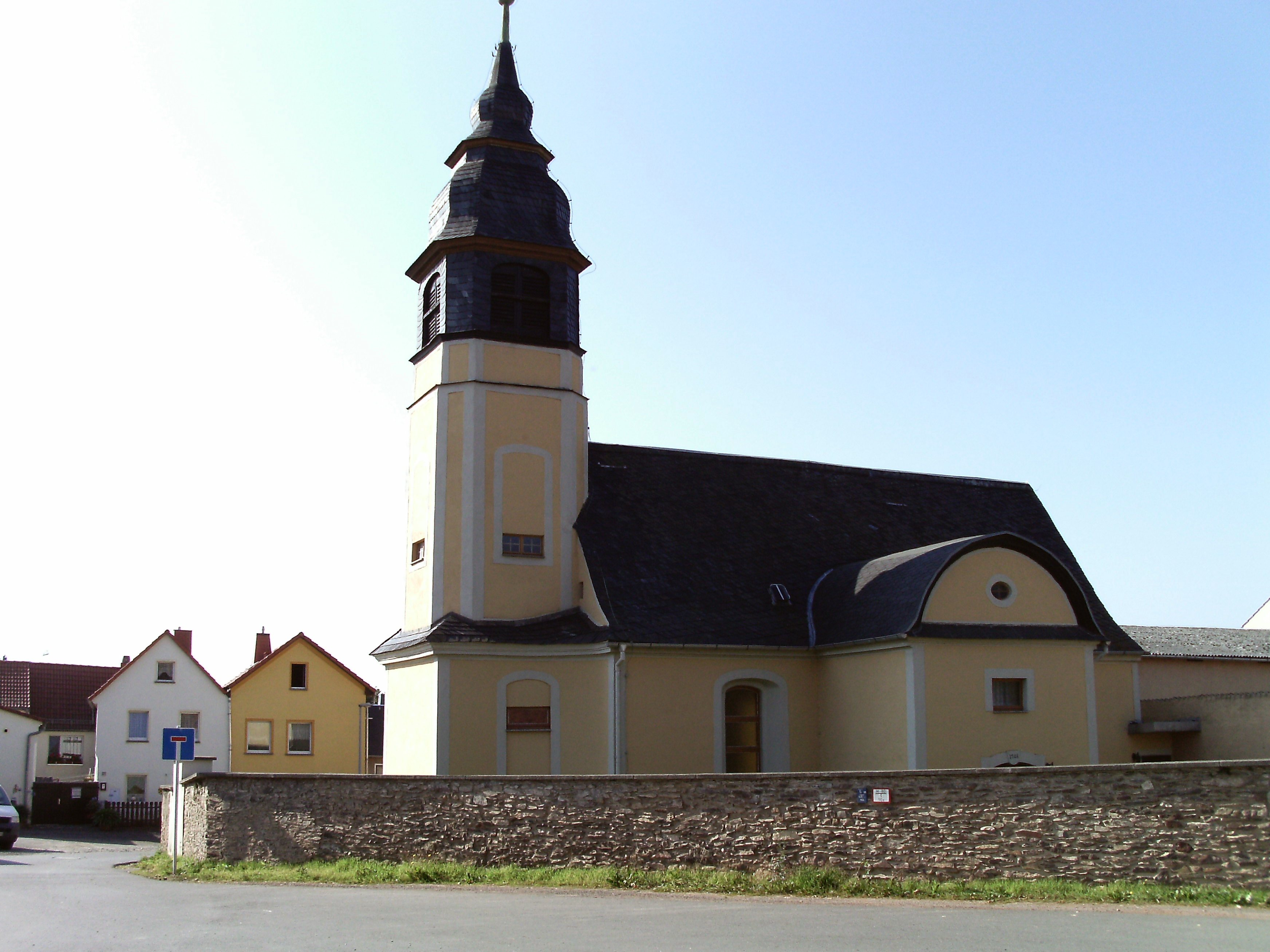
Die Kirche

Die Nikolauskirche steht im Ortsteil Köckritz der Gemeinde Harth-Pöllnitz im Landkreis Greiz in Thüringen. Sie gehört zur Kirchengemeinde Weida im Kirchenkreis Gera der Evangelischen Kirche in Mitteldeutschland.

## Geschichte
Die Kirche der Ortsteile Köckeritz-Köfeln wurde erstmals 1333 urkundlich erwähnt. In der Zeit vor der Reformation wurden die Bürger der Orte vom Kloster Mildenfurth betreut. Ab 1527 wurde die Kapelle zur Pfarrkirche ernannt. Von 1740 bis 1748 wurde die ehemalige Kapelle des Gutes in ihrer heutigen Gestalt als Kirche gebaut.
1809 fand eine Reparatur der Turmspitze statt.
Am 22. Juli 1910 stürmte ein Unwetter über das Dorf hinweg. Das Dach des Gutes wurde mit so einer Wucht an den Kirchturm geweht, dass er am Glockenstuhl brach und in die Tiefe stürzte. Der Neuaufbau konnte über die Landesbrandkasse finanziert werden.
Am 6. Juli 1965 erfolgte wieder eine Neueindeckung des Kirchturms und die Wetterfahne wurde durch ein Kreuz ersetzt.
Am 15. November 1970 fand eine Glockenweihe statt. Ein neues Geläut der Gießerei Schilling und Söhne wurde eingeweiht. Nach zwei Jahren Bauzeit im Innenraum wurde das Gotteshaus zum Erntedankfest am 3. Oktober 1976 wieder eingeweiht.
Später wurde eine Fußboden- und Deckenheizung eingebaut. Mit der Modernisierung erfolgte auch der behindertengerechter Bau. 1998 begann die Außensanierung.